# Teselado uniforme

Teselado cuadrado regular

Teselado hexagonal regular

En geometría, un teselado uniforme es un tipo de teselado del plano mediante polígonos regulares, que deben ser necesariamente vértice transitivos.
Pueden existir teselados uniformes tanto en el plano euclídeo como en plano hiperbólico. Los teselados uniformes están relacionados con el poliedros uniformes finitos, que pueden considerarse teselados uniformes de la esfera.
La mayoría de los teselados uniformes se pueden generar a partir de una construcción de Wythoff, comenzando con un grupo de simetría y un punto generador singular dentro de dominio fundamental. Un grupo de simetría plana tiene un dominio fundamental poligonal y puede representarse mediante el nombre del grupo denotado a su vez por el orden de los espejos en vértices secuenciales.
Un triángulo de dominio fundamental es (p q r), y un triángulo rectángulo (p q 2), donde p, q, r son números enteros mayores que 1. El triángulo puede ser esférico, un triángulo plano euclídeo o un triángulo plano hiperbólico, dependiendo de los valores de p, q y r.
Existen varias clases de símbolos para denominar a estas figuras, a partir de un símbolo de Schläfli modificado para dominios de triángulos rectángulos: (p q 2) → {p, q}. El diagrama de Coxeter-Dynkin es un gráfico triangular con p, q, r etiquetados en las aristas. Si r = 2, la gráfica es lineal, ya que los nodos del dominio de orden 2 no generan reflexiones. El símbolo de Wythoff toma los 3 números enteros y los separa por una barra vertical (|). Si el punto del generador está fuera del espejo opuesto a un nodo de dominio, se indica antes de la barra.
Finalmente, los teselados se pueden describir por su configuración de vértices, la secuencia de polígonos alrededor de cada vértice.
Todos los teselados uniformes se pueden construir a partir de varias operaciones aplicadas a los teselados regulares. Estas operaciones, según la nomenclatura ideada por Norman Johnson, se denominan truncamiento (cortado de vértices), rectificación (cortado de vértices hasta hacer desaparecer las aristas originales) y canteado (cortado de aristas). El omnitruncamiento es una operación que combina truncamiento y canteado. El achatado es una operación de truncamiento alternado de la forma omnitruncada (véase poliedro uniforme para obtener más detalles).

## Grupos de Coxeter
Los grupos de Coxeter para el plano definen la construcción de Wythoff y pueden representarse mediante los diagramas de Coxeter-Dynkin:
Los grupos con órdenes enteros son los siguientes:
| Simetría orbifold   | Grupo de Coxeter | Grupo de Coxeter                                                    | Grupo de Coxeter | Diagrama de Coxeter | Notas                         |
| Compacto            | Compacto         | Compacto                                                            | Compacto         | Compacto            | Compacto                      |
| ------------------- | ---------------- | ------------------------------------------------------------------- | ---------------- | ------------------- | ----------------------------- |
| *333                | (3 3 3)          | {\displaystyle {\tilde {A}}_{2}}                                    | [3[3]]           |                     | 3 formas de reflexión, 1 roma |
| *442                | (4 4 2)          | {\displaystyle {\tilde {B}}_{2}}                                    | [4,4]            |                     | 5 formas de reflexión, 1 roma |
| *632                | (6 3 2)          | {\displaystyle {\tilde {G}}_{2}}                                    | [6,3]            |                     | 7 formas de reflexión, 1 roma |
| *2222               | (∞ 2 ∞ 2)        | {\displaystyle {\tilde {I}}_{1}} × {\displaystyle {\tilde {I}}_{1}} | [∞,2,∞]          |                     | 3 formas de reflexión, 1 roma |
| No compacto (friso) |                  |                                                                     |                  |                     |                               |
| *∞                  | (∞)              | {\displaystyle {\tilde {I}}_{1}}                                    | [∞]              |                     |                               |
| *22∞                | (2 2 ∞)          | {\displaystyle {\tilde {I}}_{1}} × {\displaystyle {\tilde {A}}_{2}} | [∞,2]            |                     | 2 formas de reflexión, 1 roma |

| Simetría orbifold | Grupo de Coxeter | Grupo de Coxeter | Diagrama de Coxeter | Notas          |
| Compacto          | Compacto         | Compacto         | Compacto            | Compacto       |
| ----------------- | ---------------- | ---------------- | ------------------- | -------------- |
| *pq2              | (p q 2)          | [p,q]            |                     | 2(p+q) < pq    |
| *pqr              | (p q r)          | [(p,q,r)]        |                     | pq+pr+qr < pqr |
| Paracompacto      |                  |                  |                     |                |
| *∞p2              | (p ∞ 2)          | [p,∞]            |                     | p>=3           |
| *∞pq              | (p q ∞)          | [(p,q,∞)]        |                     | p,q>=3, p+q>6  |
| *∞p               | (p ∞ )           | [(p,∞,∞)]        |                     | p>=3           |
| *∞                | (∞ )             | [(∞,∞,∞)]        |                     |                |

## Teselados uniformes del plano euclídeo

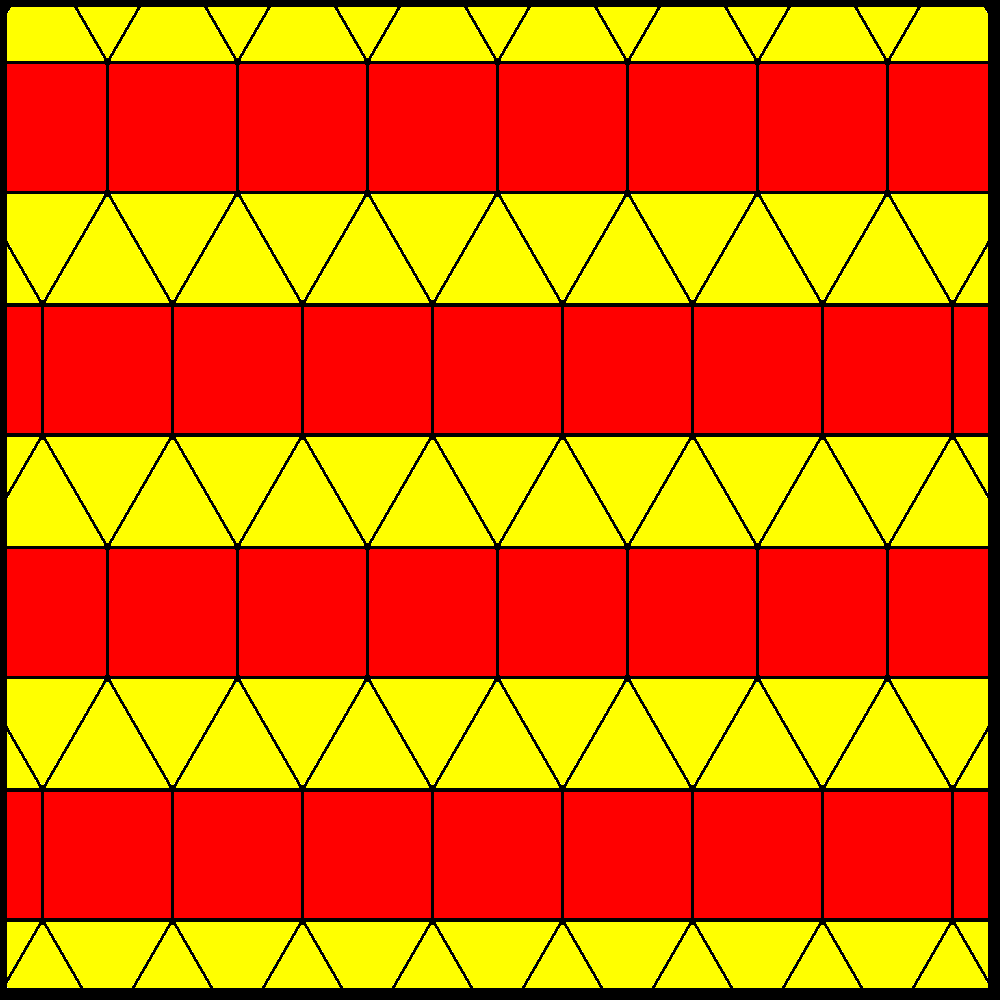
El teselado triangular alargado, el único teselado uniforme convexo no wythoffiano

Hay grupos de simetría en el plano euclidiano construidos a partir de triángulos fundamentales: (4 4 2), (6 3 2) y (3 3 3). Cada uno está representado por un conjunto de líneas de reflexión que dividen el plano en triángulos fundamentales.
Estos grupos de simetría crean 3 teselados regulares y 7 semirregulares. Varios de los teselados semirregulares se repiten a partir de diferentes constructores de simetría.
Un grupo de simetría prismática denotado (2 2 2 2) está representado por dos conjuntos de espejos paralelos, que en general pueden tener un dominio fundamental rectangular. No genera nuevos teselados.
Otro grupo de simetría prismática representado por (∞ 2 2) tiene un dominio fundamental infinito. Construye dos teselados uniformes, el prisma apeirogonal y el antiprisma apeirogonal.

El apilamiento de las caras finitas de estos dos teselados prismáticos construye un teselado uniforme no wythoffiano del plano. Se llama teselado triangular elongado y está compuesto por capas alternas de cuadrados y triángulos.
Triángulos fundamentales rectángulos: (p q 2)
| (p q 2)                    | Triángulos fundamentales | Original | Truncado | Rectificado | Bitruncado     | Birrectificado (dual) | Canteado | Omnitruncado (Cantitruncado) | Romo       |
| Construcción de Wythoff    |                          | q \| p 2 | 2 q \| p | 2 \| p q    | 2 p \| q       | p \| q 2              | p q \| 2 | p q 2 \|                     | \| p q 2   |
| Símbolo de Schläfli        |                          | {p,q}    | t{p,q}   | r{p,q}      | 2t{p,q}=t{q,p} | 2r{p,q}={q,p}         | rr{p,q}  | tr{p,q}                      | sr{p,q}    |
| Diagrama de Coxeter-Dynkin |                          |          |          |             |                |                       |          |                              |            |
| Configuración de vértices  |                          | pq       | q.2p.2p  | (p.q)2      | p. 2q.2q       | qp                    | p. 4.q.4 | 4.2p.2q                      | 3.3.p. 3.q |
| -------------------------- | ------------------------ | -------- | -------- | ----------- | -------------- | --------------------- | -------- | ---------------------------- | ---------- |
| Teselado cuadrado (4 4 2)  | 0                        | {4,4}    | 4.8.8    | 4.4.4.4     | 4.8.8          | {4,4}                 | 4.4.4.4  | 4.8.8                        | 3.3.4.3.4  |
| Teselado hexagonal (6 3 2) | 0                        | {6,3}    | 3.12.12  | 3.6.3.6     | 6.6.6          | {3,6}                 | 3.4.6.4  | 4.6.12                       | 3.3.3.3.6  |

Triángulos fundamentales generales: (p q r)
| Construcción de Wythoff (p q r) | Triángulos fundamentales | q \| p r | r q \| p  | r \| p q | r p \| q   | p \| q r | p q \| r   | p q r \|   | \| p q r    |
| Diagrama de Coxeter-Dynkin      |                          |          |           |          |            |          |            |            |             |
| Configuración de vértices       |                          | (p.q)r   | r.2p.q.2p | (p.r)q   | q.2r.p. 2r | (q.r)p   | q.2r.p. 2r | r.2q.p. 2q | 3.r.3.q.3.p |
| ------------------------------- | ------------------------ | -------- | --------- | -------- | ---------- | -------- | ---------- | ---------- | ----------- |
| Triangular (3 3 3)              | 0                        | (3.3)3   | 3.6.3.6   | (3.3)3   | 3.6.3.6    | (3.3)3   | 3.6.3.6    | 6.6.6      | 3.3.3.3.3.3 |

Dominios fundamentales no simples
El único dominio fundamental posible en el espacio euclídeo bidimensional que no es un símplex es el rectángulo (∞ 2 ∞ 2), con diagrama de Coxeter-Dynkin: . Todas las formas generadas a partir de él se convierten en teselados cuadrados.

## Teselados uniformes del plano hiperbólico
Hay infinitos teselados uniformes de polígonos regulares convexos en el plano hiperbólico, cada uno basado en un grupo de simetría de reflexión diferente (p q r).
Aquí se incluye una muestra, representada mediante su proyección sobre el disco de Poincaré.
El diagrama de Coxeter-Dynkin se presenta en forma lineal, aunque en realidad es un triángulo, con el segmento final r conectado al primer nodo.
Existen más grupos de simetría en el plano hiperbólico con dominios fundamentales cuadriláteros que comienzan con (2 2 2 3)..., que pueden generar nuevas formas. Además, existen dominios fundamentales que colocan los vértices en el infinito, como (∞ 2 3) u otros.
Triángulos fundamentales rectángulos: (p q 2)
| (p q 2)                    | Triángulos fundamentales | Original | Truncado  | Rectificado | Bitruncado     | Birrectificado (dual) | Canteado   | Omnitruncado (Cantitruncado) | Romo         |
| Construcción de Wythoff    |                          | q \| p 2 | 2 q \| p  | 2 \| p q    | 2 p \| q       | p \| q 2              | p q \| 2   | p q 2 \|                     | \| p q 2     |
| Símbolo de Schläfli        |                          | t{p,q}   | t{p,q}    | r{p,q}      | 2t{p,q}=t{q,p} | 2r{p,q}={q,p}         | rr{p,q}    | tr{p,q}                      | sr{p,q}      |
| Diagrama de Coxeter-Dynkin |                          |          |           |             |                |                       |            |                              |              |
| Configuración de vértices  |                          | pq       | (q.2p.2p) | (p.q.p.q)   | (p. 2q.2q)     | qp                    | (p. 4.q.4) | (4.2p.2q)                    | (3.3.p. 3.q) |
| -------------------------- | ------------------------ | -------- | --------- | ----------- | -------------- | --------------------- | ---------- | ---------------------------- | ------------ |
| (5 4 2)                    | V4.8.10                  | {5,4}    | 4.10.10   | 4.5.4.5     | 5.8.8          | {4,5}                 | 4.4.5.4    | 4.8.10                       | 3.3.4.3.5    |
| (5 5 2)                    | V4.10.10                 | {5,5}    | 5.10.10   | 5.5.5.5     | 5.10.10        | {5,5}                 | 5.4.5.4    | 4.10.10                      | 3.3.5.3.5    |
| (7 3 2)                    | V4.6.14                  | {7,3}    | 3.14.14   | 3.7.3.7     | 7.6.6          | {3,7}                 | 3.4.7.4    | 4.6.14                       | 3.3.3.3.7    |
| (8 3 2)                    | V4.6.16                  | {8,3}    | 3.16.16   | 3.8.3.8     | 8.6.6          | {3,8}                 | 3.4.8.4    | 4.6.16                       | 3.3.3.3.8    |

Triángulos fundamentales generales (p q r)
| Construcción de Wythoff (p q r) | Triángulos fundamentales | q \| p r | r q \| p    | r \| p q | r p \| q     | p \| q r | p q \| r     | p q r \|   | \| p q r      |
| Diagrama de Coxeter-Dynkin      |                          |          |             |          |              |          |              |            |               |
| Configuración de vértices       |                          | (p.r)q   | (r.2p.q.2p) | (p.q)r   | (q.2r.p. 2r) | (q.r)p   | (r.2q.p. 2q) | (2p.2q.2r) | (3.r.3.q.3.p) |
| ------------------------------- | ------------------------ | -------- | ----------- | -------- | ------------ | -------- | ------------ | ---------- | ------------- |
| (4 3 3)                         | V6.6.8                   | (3.4)3   | 3.8.3.8     | (3.4)3   | 3.6.4.6      | (3.3)4   | 3.6.4.6      | 6.6.8      | 3.3.3.3.3.4   |
| (4 4 3)                         | V6.8.8                   | (3.4)4   | 3.8.4.8     | (4.4)3   | 3.6.4.6      | (3.4)4   | 4.6.4.6      | 6.8.8      | 3.3.3.4.3.4   |
| (4 4 4)                         | V8.8.8                   | (4.4)4   | 4.8.4.8     | (4.4)4   | 4.8.4.8      | (4.4)4   | 4.8.4.8      | 8.8.8      | 3.4.3.4.3.4   |

## Listas ampliadas de teselados uniformes

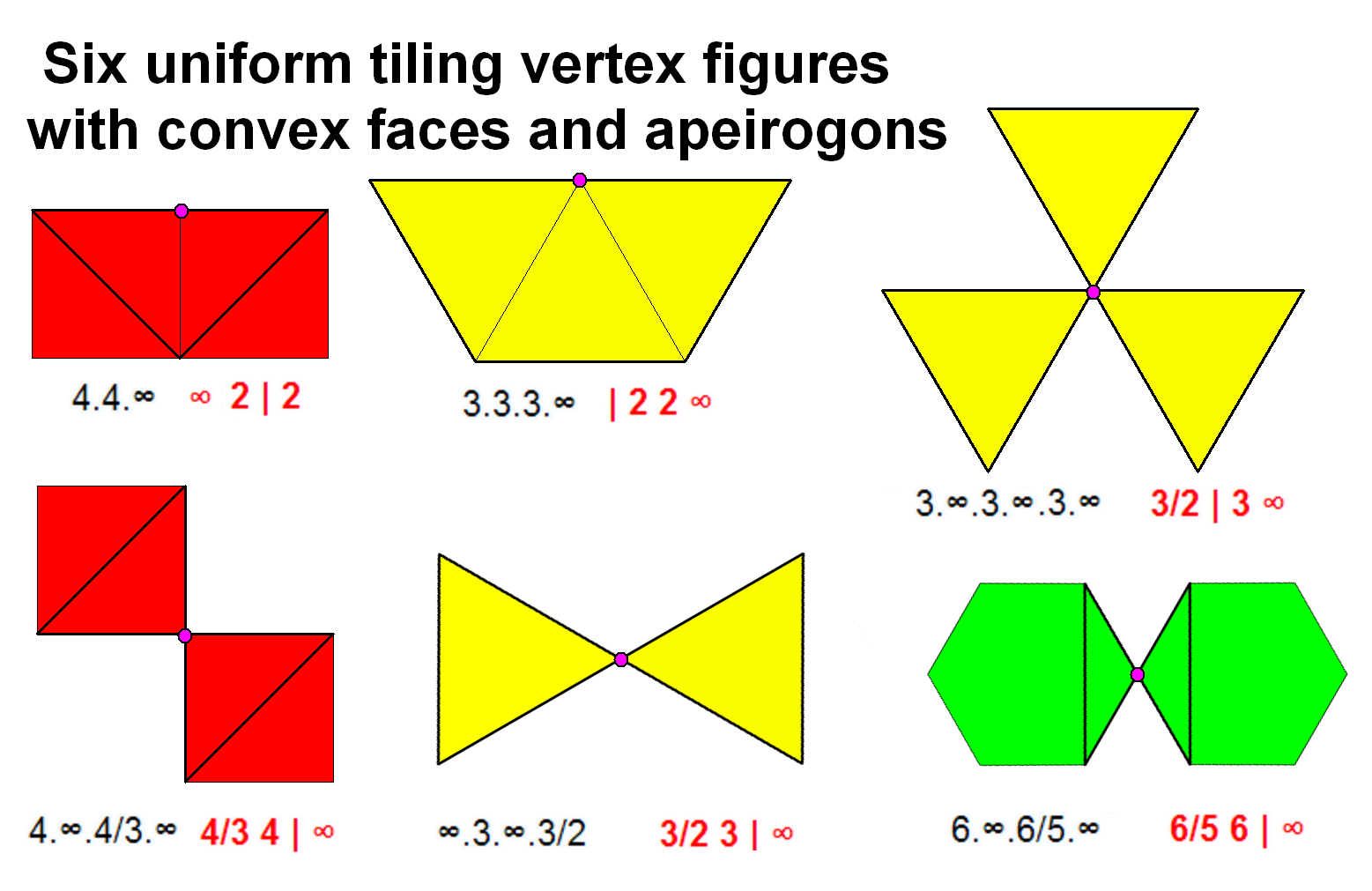
Las figuras de vértices para los seis teselados con caras poligonales regulares y apeirógonos convexos (el símbolo de Wythoff se muestra en rojo)

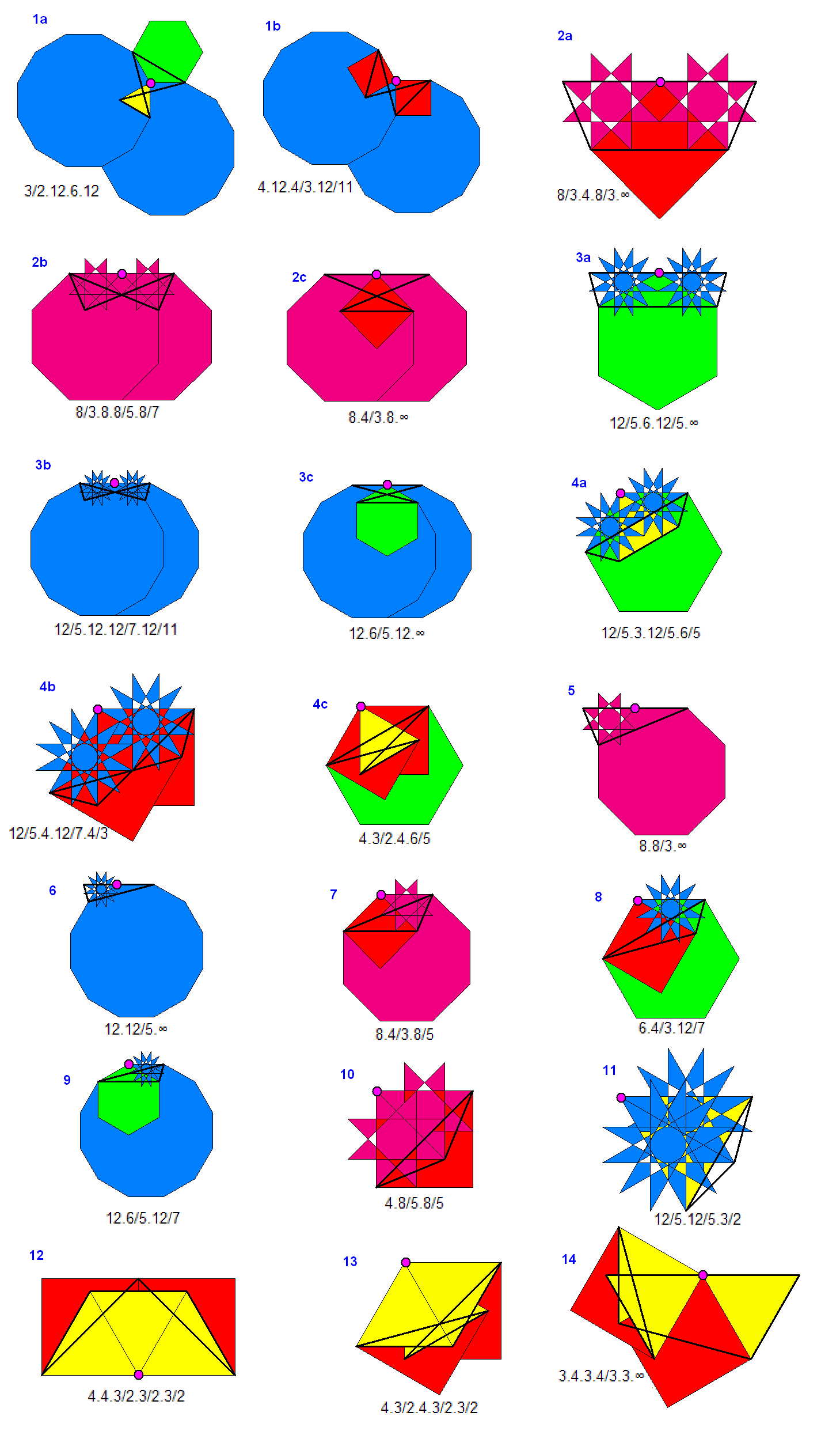
Figuras de vértices de 21 teselados uniformes

Hay varias formas de ampliar la lista de teselados uniformes:
1. Las figuras de vértice pueden tener caras retrógradas y girar alrededor del vértice más de una vez.
2. Se pueden incluir teselados con polígonos estrellados.
3. Los apeirógonos, {∞}, se pueden utilizar como caras de teselado.
4. También se puede utilizar zig-zags (apeirogons alternando entre dos ángulos).
5. La restricción de que los teselados se encuentren de borde a borde se puede relajar, permitiendo teselados adicionales como los teselados pitagóricos.

Los triángulos del grupo de simetría con disposiciones retrógradas incluyen:
(4/3 4/3 2) (6 3/2 2) (6/5 3 2) (6 6/5 3) (6 6 3/2)
Los triángulos del grupo de simetría con infinito incluyen:
(4 4/3 ∞) (3/2 3 ∞) (6 6/5 ∞) (3 3/2 ∞)
Branko Grünbaum y G. C. Shephard, en el libro de 1987 "Tilings and patterns" (Teselados y patrones), en la sección 12.3, enumera una lista de 25 teselados uniformes, incluidas las 11 formas convexas, y agrega 14 más que llaman "teselados huecos" que incluían los dos primeros. expansiones anteriores, caras de polígonos estrellados y figuras de vértice también estrelladas.
Harold Scott MacDonald Coxeter, M. S. Longuet-Higgins y J. C. P. Miller, en el artículo de 1954 Poliedros uniformes, en la 'Tabla 8: Teselaciones uniformes', utilizan las tres primeras expansiones y enumeran un total de 38 teselados uniformes. Si se cuenta también un teselado formado por 2 apeirógonos, el total puede considerarse 39 teselados uniformes.
En 1981, Grünbaum, Miller y Shephard en su artículo "Uniform Tilings with Hollow Tiles" (Teselados Uniformes con teselas huecas) enumeraron 25 teselados usando las dos primeras expansiones y 28 más cuando se agrega la tercera (lo que hace 53, usando la definición de Coxeter et al.). Cuando agregan la cuarta condición, enumeran 23 teselados uniformes adicionales y 10 familias (8 dependiendo de parámetros continuos y 2 de parámetros discretos).
Además de las 11 soluciones convexas, a continuación se muestran los 28 teselados de estrellas uniformes enumerados por Coxeter et al., agrupados por gráficos de bordes compartidos, seguidos de 15 más enumerados por Grünbaum et al., que cumplen con la definición de Coxeter, pero que no fueron incluidos por este último.
Este conjunto no se ha demostrado que sea completo. Por 2,25 se entiende el teselado 25 en la tabla 2 de Grünbaum et al. de 1981.
Los siguientes tres teselados son excepcionales porque solo hay un número finito de un tipo de cara: dos apeirógonos en cada uno. A veces no se incluye el teselado apeirogonal de orden 2, ya que sus dos caras se encuentran en más de un borde.
| McNeill | Diagrama | Configuración de vértices | Wythoff  | Simetría | Notas                                                          |
| ------- | -------- | ------------------------- | -------- | -------- | -------------------------------------------------------------- |
| I1      |          | ∞.∞                       |          | p1m1     | (Dos semiplanos como teselas, teselado apeirogonal de orden-2) |
| I2      |          | 4.4.∞                     | ∞ 2 \| 2 | p1m1     | Prisma apeirogonal                                             |
| I3      |          | 3.3.3.∞                   | \| 2 2 ∞ | p11g     | Antiprisma apeirogonal                                         |

Para mayor claridad, los apeirógonos no se colorean de aquí en adelante, y simplemente se resalta un conjunto de polígonos alrededor de un vértice. McNeill solo enumera los teselados proporcionados por Coxeter et al. (1954). Los once teselados uniformes convexos se han repetido como referencia.
| Simetría del grupo del papel pintado | Simetría del grupo del papel pintado | Simetría del grupo del papel pintado                 | Simetría del grupo del papel pintado | Simetría del grupo del papel pintado          | Simetría del grupo del papel pintado | Simetría del grupo del papel pintado |
| McNeill                              | Grünbaum et al 1981                  | Diagrama de aristas                                  | Celda remarcada                      | Configuración de vértices                     | Wythoff                              | Simetría                             |
| ------------------------------------ | ------------------------------------ | ---------------------------------------------------- | ------------------------------------ | --------------------------------------------- | ------------------------------------ | ------------------------------------ |
| Convexo                              | 1.9                                  |                                                      |                                      | 4.4.4.4                                       | 4 \| 2 4                             | p4m                                  |
| I4                                   | 2.14                                 |                                                      | 4.∞.4/3.∞ 4.∞.-4.∞                   | 4/3 4 \| ∞                                    | p4m                                  |                                      |
| Convexo                              | 1.24                                 |                                                      |                                      | 6.6.6                                         | 3 \| 2 6                             | p6m                                  |
| Convexo                              | 1.25                                 |                                                      |                                      | 3.3.3.3.3.3                                   | 6 \| 2 3                             | p6m                                  |
| I5                                   | 2.26                                 |                                                      | (3.∞.3.∞.3.∞)/2                      | 3/2 \| 3 ∞                                    | p3m1                                 |                                      |
| Convexo                              | 1.23                                 |                                                      |                                      | 3.6.3.6                                       | 2 \| 3 6                             | p6m                                  |
| I6                                   | 2.25                                 |                                                      | 6.∞.6/5.∞ 6.∞.-6.∞                   | 6/5 6 \| ∞                                    | p6m                                  |                                      |
| I7                                   | 2.24                                 |                                                      | ∞.3.∞.3/2 3.∞.-3.∞                   | 3/2 3 \| ∞                                    | p6m                                  |                                      |
| Convexo                              | 1.14                                 |                                                      |                                      | 3.4.6.4                                       | 3 6 \| 2                             | p6m                                  |
| 1                                    | 1.15                                 |                                                      | 3/2.12.6.12 -3.12.6.12               | 3/2 6 \| 6                                    | p6m                                  |                                      |
| 1                                    | 1.16                                 |                                                      | 4.12.4/3.12/11 4.12.-4.-12           | 2 6 (3/2 6/2) \|                              | p6m                                  |                                      |
| Convexo                              | 1.5                                  |                                                      |                                      | 4.8.8                                         | 2 4 \| 4                             | p4m                                  |
| 2                                    | 2.7                                  |                                                      |                                      | 4.8/3.∞.8/3                                   | 4 ∞ \| 4/3                           | p4m                                  |
| 2                                    | 1.7                                  |                                                      | 8/3.8.8/5.8/7 8.8/3.-8.-8/3          | 4/3 4 (4/2 ∞/2) \|                            | p4m                                  |                                      |
| 2                                    | 2.6                                  |                                                      | 8.4/3.8.∞ -4.8.∞.8                   | 4/3 ∞ \| 4                                    | p4m                                  |                                      |
| Convexo                              | 1.20                                 |                                                      |                                      | 3.12.12                                       | 2 3 \| 6                             | p6m                                  |
| 3                                    | 2.17                                 |                                                      |                                      | 6.12/5.∞.12/5                                 | 6 ∞ \| 6/5                           | p6m                                  |
| 3                                    | 1.21                                 |                                                      | 12/5.12.12/7.12/11 12.12/5.-12.-12/5 | 6/5 6 (6/2 ∞/2) \|                            | p6m                                  |                                      |
| 3                                    | 2.16                                 |                                                      | 12.6/5.12.∞ -6.12.∞.12               | 6/5 ∞ \| 6                                    | p6m                                  |                                      |
| 4                                    | 1.18                                 |                                                      |                                      | 12/5.3.12/5.6/5 3.12/5.-6.12/5                | 3 6 \| 6/5                           | p6m                                  |
| 4                                    | 1.19                                 |                                                      | 12/5.4.12/7.4/3 4.12/5.-4.-12/5      | 2 6/5 (3/2 6/2) \|                            | p6m                                  |                                      |
| 4                                    | 1.17                                 |                                                      | 4.3/2.4.6/5 3.-4.6.-4                | 3/2 6 \| 2                                    | p6m                                  |                                      |
| 5                                    | 2.5                                  |                                                      |                                      | 8.8/3.∞                                       | 4/3 4 ∞ \|                           | p4m                                  |
| 6                                    | 2.15                                 |                                                      |                                      | 12.12/5.∞                                     | 6/5 6 ∞ \|                           | p6m                                  |
| 7                                    | 1.6                                  |                                                      |                                      | 8.4/3.8/5 4.-8.8/3                            | 2 4/3 4 \|                           | p4m                                  |
| Convexo                              | 1.11                                 |                                                      |                                      | 4.6.12                                        | 2 3 6 \|                             | p6m                                  |
| 8                                    | 1.13                                 |                                                      |                                      | 6.4/3.12/7 4.-6.12/5                          | 2 3 6/5 \|                           | p6m                                  |
| 9                                    | 1.12                                 |                                                      |                                      | 12.6/5.12/7 6.-12.12/5                        | 3 6/5 6 \|                           | p6m                                  |
| 10                                   | 1.8                                  |                                                      |                                      | 4.8/5.8/5 -4.8/3.8/3                          | 2 4 \| 4/3                           | p4m                                  |
| 11                                   | 1.22                                 |                                                      |                                      | 12/5.12/5.3/2 -3.12/5.12/5                    | 2 3 \| 6/5                           | p6m                                  |
| Convexo                              | 1.1                                  |                                                      |                                      | 3.3.3.4.4                                     | construcción de Wythoff              | cmm                                  |
| 12                                   | 1.2                                  |                                                      |                                      | 4.4.3/2.3/2.3/2 3.3.3.-4.-4                   | No wythoffiano                       | cmm                                  |
| Convexo                              | 1.3                                  |                                                      |                                      | 3.3.4.3.4                                     | \| 2 4 4                             | p4g                                  |
| 13                                   | 1.4                                  |                                                      |                                      | 4.3/2.4.3/2.3/2 3.3.-4.3.-4                   | \| 2 4/3 4/3                         | p4g                                  |
| 14                                   | 2.4                                  |                                                      |                                      | 3.4.3.4/3.3.∞ 3.4.3.-4.3.∞                    | \| 4/3 4 ∞                           | p4                                   |
| Convexo                              | 1.10                                 |                                                      |                                      | 3.3.3.3.6                                     | \| 2 3 6                             | p6                                   |
| rowspan=2                            | 2.1                                  | rowspan=2                                            |                                      | 3/2.∞.3/2.∞.3/2.4/3.4/3 3.4.4.3.∞.3.∞         | No wythoffiano                       | cmm                                  |
| 2.2                                  |                                      | 3/2.∞.3/2.∞.3/2.4.4 3.-4.-4.3.∞.3.∞                  | No wythoffiano                       | cmm                                           |                                      |                                      |
|                                      | 2.3                                  |                                                      |                                      | 3/2.∞.3/2.4.4.3/2.4/3.4/3 3.4.4.3.-4.-4.3.∞   | No wythoffiano                       | p3                                   |
| rowspan=2                            | 2.8                                  | rowspan=2                                            |                                      | 4.∞.4/3.8/3.8 4.8.8/3.-4.∞                    | No wythoffiano                       | p4m                                  |
| 2.9                                  |                                      | 4.∞.4.8.8/3 -4.8.8/3.4.∞                             | No wythoffiano                       | p4m                                           |                                      |                                      |
| rowspan=4                            | 2.10                                 | rowspan=4                                            |                                      | 4.∞.4/3.8.4/3.8 4.8.-4.8.-4.∞                 | No wythoffiano                       | p4m                                  |
| 2.11                                 |                                      | 4.∞.4/3.8.4/3.8 4.8.-4.8.-4.∞                        | No wythoffiano                       | p4g                                           |                                      |                                      |
| 2.12                                 |                                      | 4.∞.4/3.8/3.4.8/3 4.8/3.4.8/3.-4.∞                   | No wythoffiano                       | p4m                                           |                                      |                                      |
| 2.13                                 |                                      | 4.∞.4/3.8/3.4.8/3 4.8/3.4.8/3.-4.∞                   | No wythoffiano                       | p4g                                           |                                      |                                      |
| rowspan=6                            | 2.18                                 | rowspan=6                                            |                                      | 3/2.∞.3/2.4/3.4/3.3/2.4/3.4/3 3.4.4.3.4.4.3.∞ | No wythoffiano                       | p6m                                  |
| 2.19                                 |                                      | 3/2.∞.3/2.4.4.3/2.4.4 3.-4.-4.3.-4.-4.3.∞            | No wythoffiano                       | p6m                                           |                                      |                                      |
| 2.20                                 |                                      | 3/2.∞.3/2.∞.3/2.12/11.6.12/11 3.12.-6.12.3.∞.3.∞     | No wythoffiano                       | p6m                                           |                                      |                                      |
| 2.21                                 |                                      | 3/2.∞.3/2.∞.3/2.12.6/5.12 3.-12.6.-12.3.∞.3.∞        | No wythoffiano                       | p6m                                           |                                      |                                      |
| 2.22                                 |                                      | 3/2.∞.3/2.∞.3/2.12/7.6/5.12/7 3.12/5.6.12/5.3.∞.3.∞  | No wythoffiano                       | p6m                                           |                                      |                                      |
| 2.23                                 |                                      | 3/2.∞.3/2.∞.3/2.12/5.6.12/5 3.-12/5.-6.-12/5.3.∞.3.∞ | No wythoffiano                       | p6m                                           |                                      |                                      |

Hay dos teselados uniformes para la figura de vértice 4.8.-4.8.-4.∞ (Grünbaum et al. 2.10 y 2.11) y también dos teselados uniformes para la figura de vértice 4.8/3.4.8/3.-4.∞ (Grünbaum et al. 2.12 y 2.13), con diferentes simetrías. También hay un tercer teselado para cada figura de vértice que es solo pseudo-uniforme (los vértices vienen en dos órbitas de simetría). Usan diferentes conjuntos de caras cuadradas. Por lo tanto, para los teselados euclídeos de estrellas, la figura del vértice no determina necesariamente el teselado.
En las imágenes siguientes, los cuadrados incluidos con bordes horizontales y verticales están marcados con un punto central. En las imágenes se resalta un cuadrado base.

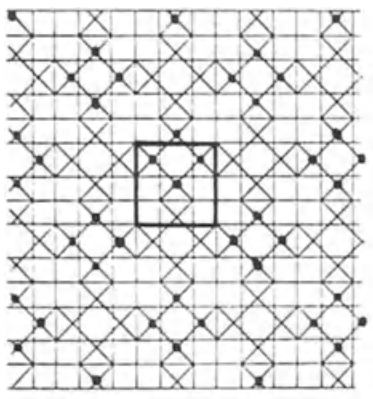
2.10 y 2.12 (p4m)
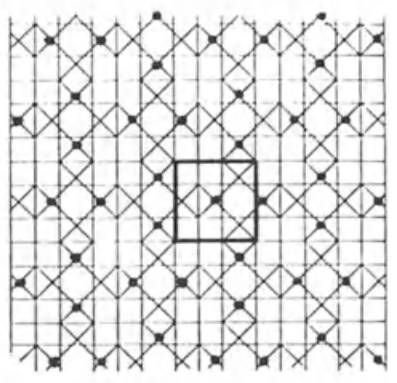
2.11 y 2.13 (p4g)
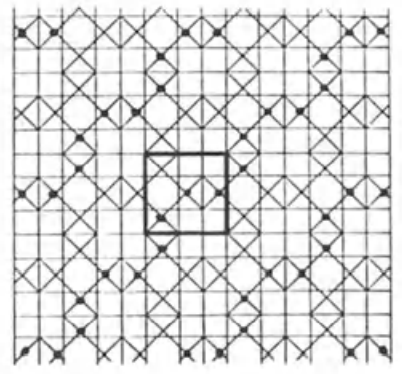
Pseudo-uniforme

Los teselados con zigzags se enumeran a continuación. La notación {∞α} denota un zigzag con ángulo 0 < &alfa; < Π. El apeirógono puede considerarse como el caso especial α = π. Las simetrías se dan para el caso genérico: a veces hay valores especiales de α que aumentan la simetría. Los teselados 3.1 y 3.12 pueden incluso volverse regulares (el 3.32 ya lo es, debido a que no tiene parámetros libres). A veces hay valores especiales de α que provocan la degeneración del teselado.
| Teselados con zigzags | Teselados con zigzags | Teselados con zigzags                                                          | Teselados con zigzags |
| Grünbaum et al 1981   | Diagrama              | Configuración de vértices                                                      | Simetría              |
| --------------------- | --------------------- | ------------------------------------------------------------------------------ | --------------------- |
| 3.1                   |                       | ∞α.∞β.∞γ α+β+γ=2π                                                              | p2                    |
| 3.2                   |                       | ∞α.∞β.-∞α+β 0<α+β≤π                                                            | p2                    |
| 3.3                   |                       | 3.3.∞π-α.-3.∞α+2π/3 0≤α≤π/6                                                    | pgg                   |
| 3.4                   |                       | 3.3.-∞π-α.-3.∞−α+2π/3 0≤α<π/3                                                  | pgg                   |
| 3.5                   |                       | 4.4.∞φ.4.4.-∞φ φ=2 arctan(n/k), nk even, (n,k)=1 dibujado para φ=2 arctan 2    | pmg                   |
| 3.6                   |                       | 4.4.∞φ.-4.-4.∞φ φ=2 arctan(n/k), nk even, (n,k)=1 dibujado para φ=2 arctan 1/2 | pmg                   |
| 3.7                   |                       | 3.4.4.3.-∞2π/3.-3.-∞2π/3                                                       | cmm                   |
| 3.8                   |                       | 3.-4.-4.3.-∞2π/3.-3.-∞2π/3                                                     | cmm                   |
| 3.9                   |                       | 4.4.∞π/3.∞.-∞π/3                                                               | p2                    |
| 3.10                  |                       | 4.4.∞2π/3.∞.-∞2π/3                                                             | p2                    |
| 3.11                  |                       | ∞.∞α.∞.∞−α 0<α<π                                                               | cmm                   |
| 3.12                  |                       | ∞α.∞π-α.∞α.∞π-α 0<α≤π/2                                                        | cmm                   |
| 3.13                  |                       | 3.∞α.-3.-∞α π/3<α<π                                                            | p31m                  |
| 3.14                  |                       | 4.4.∞2π/3.4.4.-∞2π/3                                                           | p31m                  |
| 3.15                  |                       | 4.4.∞π/3.-4.-4.-∞π/3                                                           | p31m                  |
| 3.16                  |                       | 4.∞α.-4.-∞α 0<α<π, α≠π/2                                                       | p4g                   |
| 3.17                  |                       | 4.-8.∞π/2.∞.-∞π/2.-8                                                           | cmm                   |
| 3.18                  |                       | 4.-8.∞π/2.∞.-∞π/2.-8                                                           | p4                    |
| 3.19                  |                       | 4.8/3.∞π/2.∞.-∞π/2.8/3                                                         | cmm                   |
| 3.20                  |                       | 4.8/3.∞π/2.∞.-∞π/2.8/3                                                         | p4                    |
| 3.21                  |                       | 6.-12.∞π/3.∞.-∞π/3.-12                                                         | p6                    |
| 3.22                  |                       | 6.-12.∞2π/3.∞.-∞2π/3.-12                                                       | p6                    |
| 3.23                  |                       | 6.12/5.∞π/3.∞.-∞π/3.12/5                                                       | p6                    |
| 3.24                  |                       | 6.12/5.∞2π/3.∞.-∞2π/3.12/5                                                     | p6                    |
| 3.25                  |                       | 3.3.3.∞2π/3.-3.∞2π/3                                                           | p31m                  |
| 3.26                  |                       | 3.∞.3.-∞2π/3.-3.-∞2π/3                                                         | cm                    |
| 3.27                  |                       | 3.∞.-∞2π/3.∞.-∞2π/3.∞                                                          | p31m                  |
| 3.28                  |                       | 3.∞2π/3.∞2π/3.-3.-∞2π/3.-∞2π/3                                                 | p31m                  |
| 3.29                  |                       | ∞.∞π/3.∞π/3.∞.-∞π/3.-∞π/3                                                      | cmm                   |
| 3.30                  |                       | ∞.∞π/3.-∞2π/3.∞.∞2π/3.-∞π/3                                                    | p2                    |
| 3.31                  |                       | ∞.∞2π/3.∞2π/3.∞.-∞2π/3.-∞2π/3                                                  | cmm                   |
| 3.32                  |                       | ∞π/3.∞π/3.∞π/3.∞π/3.∞π/3.∞π/3                                                  | p6m                   |
| 3.33                  |                       | ∞π/3.-∞2π/3.-∞2π/3.∞π/3.-∞2π/3.-∞2π/3                                          | cmm                   |

Los pares de teselados 3.17 y 3.18, así como el 3.19 y el 3.20, tienen configuraciones de vértices idénticas pero simetrías diferentes.
Los teselados 3.7 a 3.10 tienen la misma disposición de aristas que 2.1 y 2.2; 3.17 a 3.20 tienen la misma disposición de aristas que 2.10 a 2.13; 3.21 a 3.24 tienen la misma disposición de aristas que 2.18 a 2.23; y del 3.25 al 3.33 tienen la misma disposición de aristas que el 1.25 (el teselado triangular normal).

## Teselados autoduales
Los teselados también pueden ser autoduales. El teselado cuadrado, con símbolo de Schläfli {4,4}, es autodual. Aquí se muestran dos teselados cuadrados (rojo y negro), duales entre sí.

## Teselados uniformes usando polígonos en estrella

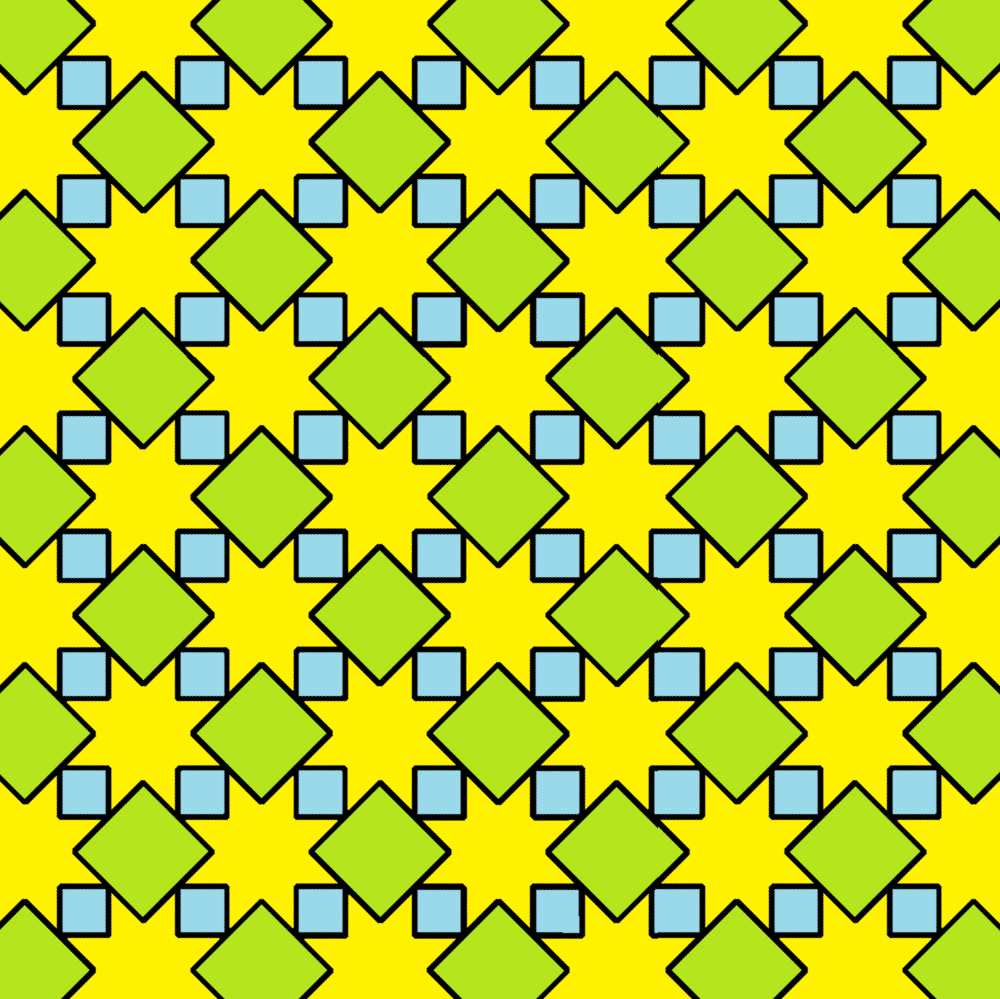
Este ejemplo, 4.8.4.8 no se considera de arista a arista, debido al gran cuadrado, aunque puede interpretarse como un polígono en estrella con pares de aristas colineales

Considerar una forma estrellada como un polígono no convexo con el doble de lados permite el uso de polígonos en estrella, y contabilizarlos como polígonos regulares permite usarlos en un teselado uniforme. Estos polígonos están etiquetados como {Nα} para un 2N-góno no convexo isotoxal con ángulo diédrico externo α. Sus vértices externos están etiquetados como N*
α y sus vértices internos como N**
α. Esta ampliación de la definición requiere que las esquinas con solo 2 polígonos no se consideren vértices. El teselado se define por su configuración de vértices como una secuencia cíclica de polígonos convexos y no convexos alrededor de cada vértice. Hay 4 teselados uniformes con ángulos ajustables α y 18 teselados uniformes que solo funcionan con ángulos específicos, dando un total de 22 teselados uniformes que utilizan polígonos estrellados.
Todos estos teselados están relacionados topológicamente con los teselados uniformes ordinarios formados por polígonos regulares convexos, con los vértices de valencia 2 ignorados y las caras cuadradas consideradas como dígonos, reducidas a una sola arista.
| 3.6* α.6** α Topología 3.12.12 | 4.4* α.4** α Topología 4.8.8 | 6.3* α.3** α Topología 6.6.6 | 3.3* α.3.3** α Topología 3.6.3.6 |

| 4.6.4* π/6.6 Topología 4.4.4.4             | (8.4* π/4)2 Topología 4.4.4.4               | 12.12.4* π/3 Topología 4.8.8    | 3.3.8* π/12.4** π/3.8* π/12 Topología 4.8.8 | 3.3.8* π/12.3.4.3.8* π/12 Topología 4.8.8 | 3.4.8.3.8* π/12 Topología 4.8.8 |
| 5.5.4* 4π/10.5.4* π/10 Topología 3.3.4.3.4 | 4.6* π/6.6** π/2.6* π/6 Topología 6.6.6     | (4.6* π/6)3 Topología 6.6.6     | 9.9.6* 4π/9 Topología 6.6.6                 | (6.6* π/3)2 Topología 3.6.3.6             | (12.3* π/6)2 Topología 3.6.3.6  |
| 3.4.6.3.12* π/6 Topología 4.6.12           | 3.3.3.12* π/6.3.3.12* π/6 Topología 3.12.12 | 18.18.3* 2π/9 Topología 3.12.12 | 3.6.6* π/3.6 Topología 3.4.6.4              | 8.3* π/12.8.6* 5π/12 Topología 3.4.6.4    | 9.3.9.3* π/9 Topología 3.6.3.6  |

### Teselados uniformes usando polígonos alternados
Los polígonos estrellados de la forma {pα} también pueden representar 2p-gónos convexos que alternan dos ángulos, siendo el más simple un rombo {2α}. Al permitirlos como polígonos regulares, se crean teselados más uniformes, como el ejemplo que figura a continuación:
| 3.2*.6.2** Topología 3.4.6.4 | 4.4.4.4 Topología 4.4.4.4 | (2* π/6.2** π/3)2 Topología 4.4.4.4 | 2* π/6.2* π/6.2** π/3.2** π/3 Topología 4.4.4.4 | 4.2* π/6.4.2** π/3 Topología 4.4.4.4 |